# アンディ・エヴァンス (レーシングドライバー)

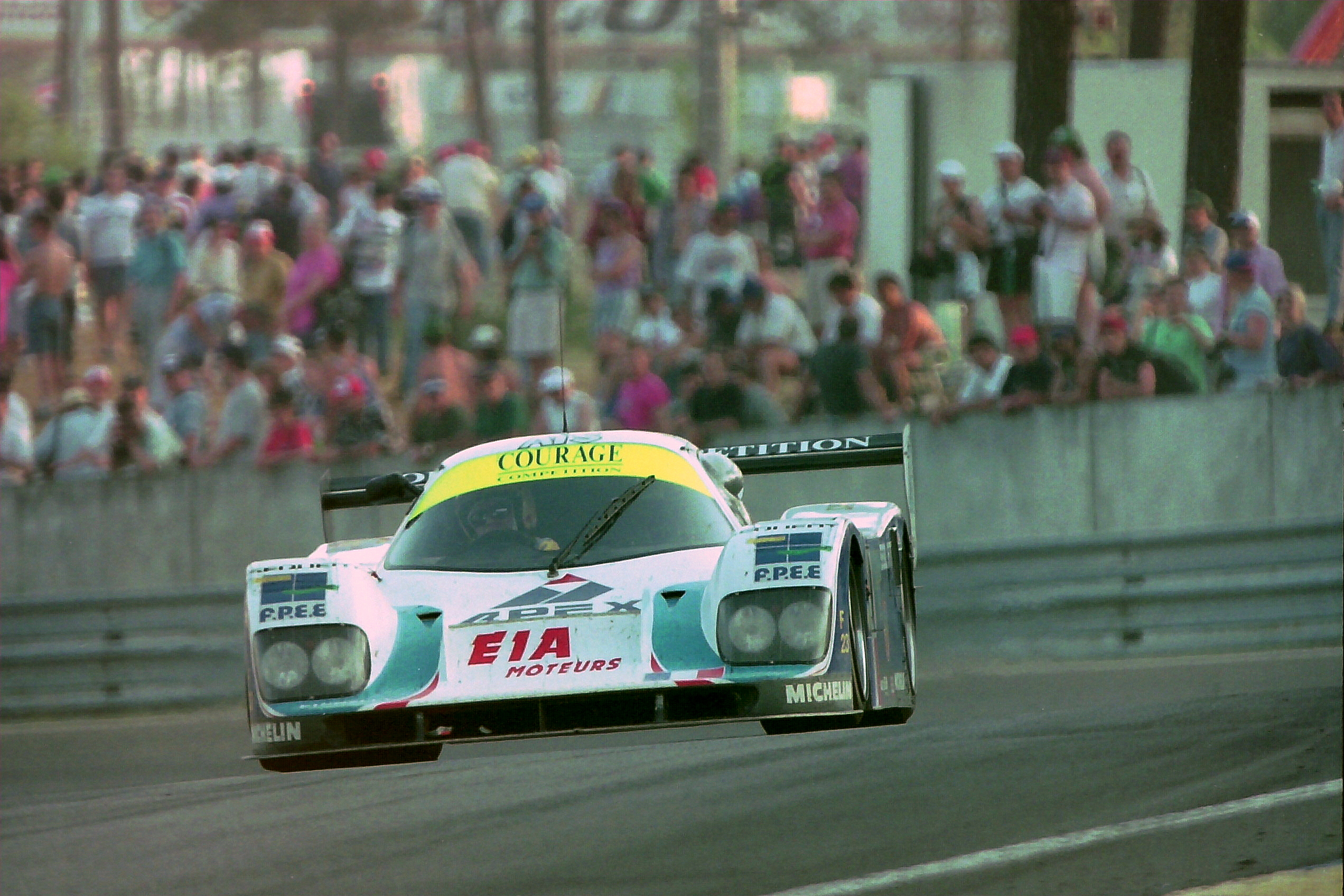
1994年のルマン24時間での Jean-Louis Ricci、Philippe Olczyk、Andy Evansによるクラージュ・ポルシェC32

アンディ・エヴァンス（Andy Evans、1951年6月27日 ‐ ）は、アメリカの元レーシングドライバー、実業家。

## 経歴
エヴァンスは、1980年代から1990年代にかけて、スポーツカーレースに参戦し、活躍。アメリカのスポーツカーレースで成功を納め、ル・マン24時間レース、デイトナ24時間レース、セブリング12時間レースなどにも参戦した。
セブリングにおいては1995年は、フェルミン・ベレスとエリック・ヴァン・デ・ポールと1997年は、ベレス、ステファン・ヨハンソン、ヤニック・ダルマスと共に総合優勝を果たしている。1998年のデイトナ24時間レースに参戦したのを機に現役を引退。引退後は、実業家としても活躍している。

## レース戦績

### ル・マン24時間レース
| 年   | チーム                         | 車両               | チームメイト                                | 順位     | リタイア原因       |
| ---- | ------------------------------ | ------------------ | ------------------------------------------- | -------- | ------------------ |
| 1993 | ポルシェ・クレマー・レーシング | ポルシェ・962CK6   | フランソワ・ミゴール トーマス・サルダーニャ | 13位     |                    |
| 1994 | クラージュ・コンペティション   | クラージュ・C32LM  | ジャン＝ルイ・リッチ フィリップ・オルチク   | 7位      |                    |
| 1996 | ロケットスポーツレーシング     | フェラーリ333SP LM | フェルミン・ベレス イヴァン・ミュラー       | リタイア | ガス欠             |
| 1997 | ポルシェ・クレマー・レーシング | ポルシェ・911 GT1  | クリストフ・ブシュー ベルトラン・ガショー   | リタイア | エンジン・トラブル |

### セブリング12時間レース
| 年   | チーム                        | 車両            | チームメイト                                                 | 順位     | リタイア原因             |
| ---- | ----------------------------- | --------------- | ------------------------------------------------------------ | -------- | ------------------------ |
| 1991 | カルロスボベダレーシング      | スパイス・SE90P | ジョージ・ロビンソン カルロス・ボベダ                        | 20位     |                          |
| 1992 | スカンディア モータースポーツ | クッズ・DG-2    | フェルミン・ベレス ジェイ・コクラン                          | リタイア | サスペンション・トラブル |
| 1994 | スカンディア モータースポーツ | スパイス・WSC94 | ロス・ベントレー ブッチ・ライツィンガー                      | 4位      |                          |
| 1995 | スカンディア モータースポーツ | フェラーリ333SP | フェルミン・ベレス エリック・ヴァン・デ・ポール              | 1位      |                          |
| 1996 | スカンディア モータースポーツ | フェラーリ333SP | マウロ・バルディ ミケーレ・アルボレート                      | 2位      |                          |
| 1997 | チームスカンディア            | フェラーリ333SP | フェルミン・ベレス ヤニック・ダルマス ステファン・ヨハンソン | 1位      |                          |